# Mozes van Chorene
Mozes van Chorene, ook Moses Chorenensis, of Movses Khorenatsi (Armeens: Մովսես Խորենացի, [mɔfˈsɛs χɔɾɛnɑˈtsʰi]), soms geschreven als Movsēs Xorenac‘i, Movses Khorenats'i, (ca. 410 – 490 ), was een vooraanstaand Armeens geschiedschrijver en auteur van de Geschiedenis van Armenië.
Mozes van Chorene wordt gezien als de eerste historicus van Armenië, maar ook als dichter, schrijver van hymnes en grammaticus. Zijn Geschiedenis van Armenië werd geschreven op verzoek van prins Sahak Bagratuni en heeft een enorme invloed gehad op de Armeense geschiedschrijving. Het werk is door Armeense schrijvers in de latere middeleeuwen uitgebreid geciteerd. Hoewel er eerdere werken over de Armeense geschiedenis geschreven waren, zoals dat van Agat'angeghos, is het werk van Mozes van Chorene van bijzonder belang omdat het uniek materiaal bevat dat teruggrijpt op de oude mondelinge overlevering van voor de bekering van Armenië tot het christendom. Hij staat dan ook bekend als de "vader van de Armeense geschiedenis (patmahayr), en wordt soms beschreven als de "Armeense Herodotus"
Mozes beschrijft zichzelf als een jonge leerling van Sint Mesrob, de uitvinder van het Armeense alfabet. Door de Armeense Apostolische Kerk wordt hij beschouwd als een van de Heilige Vertalers.

## Biografie

### Zijn vroege leven en opleiding
Aan het einde van zijn Geschiedenis van Armenië staan biografische gegevens over hem, maar aanvullende informatie wordt verstrekt door latere middeleeuwse historici. Er wordt verondersteld dat hij geboren is in het dorp Chorni (ook Khoron or Khoronk) in de Armeense provincie Taron of Turuberan ergens in het jaar 410. Daartegen spreekt dat hij gewoonlijk niet Movses van Khorneh of Khoron genoemd wordt. De geboorteplaats wordt daarom wel verplaatst naar de provincie Syunik, naar het dorpje Khorena in de streek van Harband.
Hij ontving zijn opleiding in Syunik en werd later in de leer gestuurd bij Mesrop Mashtots, die de uitvinder van het Armeense alfabet was en van de catholicos Sahak Partev. Mesrop en Sahak ondervonden grote moeilijkheden bij het vertalen van de Bijbel van het Grieks in het Armeens. Daarom besloten zij Mozes en enige andere studenten naar Alexandrië in Egypte te sturen. In deze tijd was dit een belangrijk centrum voor geleerdheid. Mozes kreeg zo de gelegenheid de Griekse en Syrische taal te leren alsmede grammatica, retoriek, theologie en filosofie te studeren.

### Terugkeer naar Armenië
De studenten verlieten Armenië tussen 432 en 435. Eerst gingen zij naar Edessa waar zij studeerden bij de plaatselijke bibliotheek. Daarna reisden zij door naar Jeruzalem en Alexandrië. Na daar vijf of zes jaar gestudeerd te hebben keerden zij terug naar Armenië, maar tot hun verdriet vernamen zij daar dat ondertussen zowel Mesrop als Sahak overleden waren. Mozes drukte zijn rouw uit in een lamentatie aan het eind van zijn Geschiedenis van Armenië:

Terwijl zij [Mesrop en Sahak] onze terugkeer afwachtten om de verworvenheden van hun studenten te kunnen vieren, haastten wij ons uit het Byzantijnse Rijk, in de verwachting dat we zouden dansen en zingen op een bruiloft ... en in plaats daarvan vond ik mijzelf treuren aan het graf van onze leraren ... Ik kwam zelfs niet op tijd om te zien hoe zijn hun ogen sloten of om hun laatste woorden te horen.
— Movses Khorenatsi. History of Armenia, 5th Century (Հայոց Պատմություն, Ե Դար).

Om de zaken nog ingewikkelder te maken, was de atmosfeer in het Perzisch Armenië waarin Mozes en zijn medestudenten terugkeerden allesbehalve vriendelijk. Ze werden door de plaatselijke bevolking met de nek aangekeken. Hoewel latere historici dit weten aan de onkunde van het volk, speelde zeker ook de Perzische politiek een rol, omdat de Perzische heersers "geen goed onderlegde jonge geleerden zojuist terug uit de Griekse centra van geleerdheid konden tolereren." Perzië was Zoroastrisch en stond wantrouwend tegenover het christendom van de Armeniërs. Vanwege deze atmosfeer en de vervolging door de Perzen dook Mozes onder in een dorp bij Vagharshapat en leefde enige decennia in relatieve afzondering.

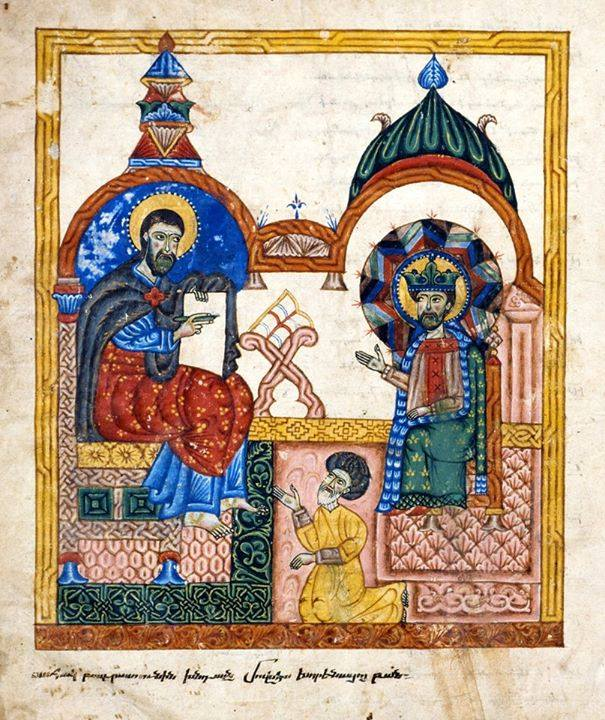
Movses afgebeeld in een 14e-eeuws Armeens manuscript.

De catholicos van Armenië, Gyut (461-471) ontmoette Mozes op reis door zijn streek en nodigde hem, zonder te weten wie hij werkelijk was uit, voor het diner samen met enkele van studenten. Aanvankelijk hield Mozes zijn mond, maar uiteindelijk gaf hij een prachtige toespraak aan tafel. Een van de studenten van de catholicos maakte hem erop attent dat Mozes een van de mensen was naar wie Gyut op zoek was. Later bleek dat zij zelfs klasgenoten geweest waren. Gyut omarmde Mozes en omdat hij een Chalcedonisch christen was, of daar ten minste tolerant tegenover stond bracht hij zijn vriend terug uit de afzondering en benoemde hem tot bisschop in Bagrevan.

### DeGeschiedenis van Armenië
Als bisschop werd Mozes benaderd door prins Sahak Bagratuni (die in 482 sneuvelde in de slag van Charmana tegen de Perzen). Prins Sahak had gehoord van Mozes' reputatie en verzocht hem een geschiedenis van Armenië te schrijven, met name de biografieën van de Armeense koningen en over de oorsprong van de Armeensenakharar-families. Mozes stemde toe en voltooide zijn boek in 482. Echter, een deskundige in middeleeuwse Armeense manuscripten, Artashes Matevosyan, plaatst de voltooiingsdatum op 474. Hij baseert zijn conclusies op nieuwe details die aan het licht kwamen in zijn onderzoek aan de Kroniek van de zesde-eeuwse Armeense geschiedschrijver Atanas Taronatsi.
Als een van de voornaamste redenen om aan Sahaks verzoek te voldoen, stelt Mozes zelf in het eerste deel van de Patmutyun Hayots, of Geschiedenis van Armenië:

Ook al zijn we maar klein en met weinigen en al zijn we vaak veroverd door vreemde koninkrijken, toch zijn er veel heldendaden verricht in ons land, die het verdienen opgeschreven en herinnerd te worden, maar waarvan niemand de moeite genomen heeft ze op te schrijven."

Zijn werk is het eerste geschiedkundige werk dat de hele geschiedenis van Armenië vanaf de grijze oudheid tot de dood van de schrijver vastlegt. Het boek werd nog tot de 18e eeuw gebruik als leerboek voor de Armeense geschiedenis. Het boek bevat ook een levendige beschrijving van de mondelinge overleveringen die destijds de ronde deden, zoals de romance van Artashes en Satenik en de geboorte van de god Vahagn. Mozes leefde nog geruime tijd nadien en stierf in de late jaren 490.

### Vroege verwijzingen
Er zijn drie mogelijke vroege verwijzingen naar Mozes in andere bronnen aan te wijzen. De eerste is in Ghazar Parpetsis Geschiedenis van Armenië (rond 500), waar de auteur details verstrekt over de vervolging van een aantal vooraanstaande Armeniërs, waaronder de "gezegende Mozes de filosoof", die door sommige geleerden gelijkgesteld wordt aan Mozes van Chorene. Maar er is geen aanwijzing in Parpetsi dat deze Mozes "geschiedkundige werken geschreven had."
De tweede verwijzing is het "Boek van Letteren" uit de 6e eeuw, dat een korte verhandeling bevat van "Mozes van Chorene." 
Echter deze verhandeling die geen geschiedschrijving bevat kan niet op overtuigende wijze toegeschreven worden aan een 'geschiedschrijver Mozes".
De derde mogelijke vroege verwijzing is in een manuscript van de 10e-11e eeuw. Het bevat een lijst datums toegeschreven aan Athanasius (Atanas) van Taron uit de zesde eeuw: onder het jaar 474, vermeldt de lijst "Mozes van Chorene, filosoof en schrijven." Deze vermelding wordt echter als te onzeker beschouwd.
Een geschiedschrijver genaamd Mozes was voor de 10e eeuw in de Armeense literatuur niet bekend.

### Kritische blik
Het oorspronkelijke manuscript van Mozes' Geschiedenis van Armenië is verloren gegaan en de oudste nog bestaande kopie stamt uit de 14e eeuw. Het was gebaseerd op een herziene versie die dateerde uit de 7e of 8e eeuw. Vanaf de 19e eeuw is daarom twijfel gerezen aan de authenticiteit van het werk, vooral omdat men een aantal historische onjuistheden en anachronismen ontdekte. De conclusies die Alfred von Gutschmid hieruit trok luidde een periode van scepticisme in. Veel Europese en Armeense geleerden van rond de eeuwwisseling van de 19e en 20e eeuw kenden weinig belang toe aan het werk als historische bron en dateerden het tussen de 7e en 9e eeuw. Stepan Malkhasyants, een Armeens filoloog en deskundige in de klassieke Armeense literatuur, stelde daarover, dat het wel leek of er een competitie was in het bagatelliseren van het werk van Van Chorene.

### Latere studies
In de vroege decennia van de 20e eeuw kwamen geleerden terug op deze overdreven kritieke houding. Geleerden zoals F. C. Conybeare, Manuk Abeghyan en Stepan Malkhasyants verwierpen de eerdere conclusie dat het werk vrijwel waardeloos was. Etnografisch en archeologisch onderzoek in deze periode bevestigde een aantal zaken die alleen in het werk van Mozes terug te vinden waren. Zo kwam men tot de overtuiging dat het oorspronkelijke werk wel degelijk uit de vijfde eeuw moest stammen. Ondanks deze studies verstomde de kritiek niet en herleefde in de tweede helft van de 20e eeuw. Geleerden in het Westen blijven tot op vandaag sceptisch en herhalen eerder gemaakte bezwaren.

### Opnieuw kritiek
Een van hen Robert W. Thomson, die vroeger de leerstoel voor Armeense Studies van Harvard University bekleedde en de vertaler van een aantal klassieke Armeense werken is, merkt op dat het boek bronnen gebruikt die er in de tijd van Mozes nog niet waren en dat het verwijst naar personen en plaatsen die pas in de 6e of 7e eeuw geattesteerd zijn. Een samenvatting van zijn bezwaren, waarvan sommige al veel eerder genoemd waren en die naar zijn mening een oorsprong in de 5e eeuw te verwerpen maken is:

Mozes is de eerste Armeense schrijver die Siunik en Sisakan gelijkstelt. De laatste term wordt pas in de 6e in het Syrisch eerst genoemd. In het Armeense Ashkharhatsoyts uit de 7e eeuw verwijst het naar een kanton, niet de hele provincie.
 Mozes onderscheidt vier Armeniës, maar de vier provincies Armenië werden pas zo ingesteld in 536 door Justinianus I.
 Mozes noemt het gebied ten oosten van het Vanmeer als Vaspurakan, een term die pas na de deling van Armenië in 591 in zwang kwam. Pas in de vroege 8e eeuw wordt in de Narratio de Rebus Armeniae Vaspurakan gebruikt om een provincie aan te duiden in de zin die Mozes gebruikt.
 Mozes verwijst naar de Kazaren, die niet in andere Armeense bronnen genoemd worden vóór de Ashkharhatsoyts van de 7e eeuw.
 Mozes heeft weet van een Iraanse incursie in Bithynia. Dit gebeurde niet eerder dan in de oorlog van 604-629. 
Mozes verwijst naar twee posities, Voorzittend Prins en Comes in Byzantijns Armenië; dit weerspiegelt de situatie na de overwinning van Herakleios op Iran in 629.

Thomson gelooft ook dat Mozes "veel van zijn Armeense bronnen op een tendentieuze manier veranderde om zijn broodheren van de Bagratuni-familie lof toe te zwaaien, een familie die pas in de 8e eeuw zijn vooraanstaande plaats innam", terwijl hij de rol van hun rivalen de Mamikonian-familie systematisch verdonkeremaant.
Thomsons benadering van het werk van Mozes werd echter bekritiseerd toen de Engelse vertaling van de Geschiedenis van Armenië verscheen in 1978. Een aantal van de bezwaren die hij maakte zijn sindsdien onder vuur gekomen. Vrej Nersessian, the Curator van de Sectie voor het Christelijke Midden-Oosten bij de British Library, bekritiseerde veel van Thomsons punten, inclusief de latere datering en de bewering dat Mozes alleen maar een apologie voor de Bagratunis wilde schrijven:

Als dat zo is, hoe moeten we dan verklaren dat Mozes zich geheel concentreert op gebeurtenissen vóór 440 en volledig zwijgt over de gebeurtenissen aan de vooravond van de Arabische invallen en de bezetting van Armenië van 640-642? Bovendien, als het doel van de Geschiedenis was "de reputatie van de Bagratuni-familie te vergroten” dan zouden juist deze gebeurtenissen het kernthema van zijn geschiedenis moeten zijn; de bekwame omgang daarmee bracht immers de Bagratiden hun vooraanstaande rang.….
 De kerkelijke interesses wijzen [ook] niet naar de 8e eeuw. Er is geen echo van de Chalcedoonse controverse die de gemoederen in Armenië bezighield van 451 to 641, toen de kerkelijke eenheid, zoals geformuleerd op het concilie van Theodosiopolis werd afgekondigd.

Gagik Sargsyan, een Armeens deskundige van de Klassieken en een vooraanstaand biograaf van Mozes van Chorene bekritiseerde Thomson ook. Hij beschuldigde hem ervan overdreven kritisch te en stug door te gaan met het herhalen of zelfs overdrijven van punten van kritiek die eerder gemaakt waren, met name door Grigor Khalatyants (1858–1912). Sargsyan merkte op dat Thomson wel Mozes ervan beschuldigd zijn bronnen niet te vermelden, maar gemakshalve te vergeten dat "een schrijver in de oudheid of de middeleeuwen zij eigen regels aangaande het noemen van bronnen gehad kon hebben, die anders waren dan de ethiek die men vandaag hanteert." Thomsons bewering dat Mozes plagiaat gepleegd zou hebben en zijn bronnen verdraaid had werd ook teruggewezen door andere geleerden die stelden dat Thomson "een middeleeuws auteur behandelde met de standaarden" van de twintigste-eeuwse historiografie en opmerkten dat er veel klassieke schrijvers zijn, zowel Romeins als Grieks die precies hetzelfde deden. Aram Topchyan, een Research Fellow aan de Hebreeuwse Universiteit van Armeense Studieën, stemde daarmee en merkte op dat het vreemd was dat Thomson Mozes het kwalijk zou nemen zijn bronnen niet te vermelden, omdat dit een algemeen aanvaarde zaak was onder alle klassieke geschiedschrijvers.
Het werk van Van Chorene wordt erkend als een belangrijke bron over de Urarteese en vroeg-Armeense geschiedenis.

## Werken
De volgende werken worden ook aan Mozes toegeschreven:
- Brief over de Hemelvaart van de Maagd Maria
- Homilie over de transfiguratie van Christus
- Geschiedenis van Hripsime en haar gezellen
- Hymnen gebruikt in de Armeense kerkdienst
- Kommentaren op de Armeense Grammatici
- Uitleg van de Armeense kerkelijke ambten